# Rudi Lakatos
Rudi Lakatos (dopnamn Rodolphe), född  18 september 1924 i Ungern, död 4 maj 1986 i Vällingby, Stockholm. Han trakterade det traditionella instrumentet 'cimbalom' (även zimbalom eller cymbal) och medverkade återkommande i radio tillsammans med Åke Jelving, Folke Erbo med flera. 
Om den så kallade zigenarmusiken skriver NE bland annat: I Sverige finns en rad olika zigenska/romska grupper för vilka musik är av stor betydelse, bland dem kalé (s.k. finska romer) med musik influerad av rysk folk- och populärmusik / . . . / och ungerska romer (s.k. rom-ugro) med ungersk zigenarmusik (av vilka cimbalomspelaren Rudi Lakatos ur den berömda ungerska Lakatosdynastin är den mest kända).” 
Översatt från tyska Wikipedia: "Lakatosdynastin är en släkt ungerska romer, som härstammar från den berömde, romske violinisten János Bihari och som bidragit med många kända musiker, främst violinister."
Rudi Lakatos dotter Ilona berättar om sin far: Han fick tidigt lära sig spela detta instrument (cimbalom), som har etthundratjugoåtta strängar! / . . . / När han så hade åldern inne, studerade han på musikkonservatoriet (Zene Konzervatórium) i Budapest i sitt hemland Ungern. / . . . / Han blev en unik virtuos och älskade verkligen sitt instrument!" 
Som turnerande musiker i Gabor Radiz stora orkester kom han till Stockholm, där de framträdde på Gröna Lunds stora scen. Vid detta tillfälle, på tåget från kontinenten, träffade Rudi Lakatos May Marthall-Åhlén, som spelade dragspel i "Mälartöserna". De gifte sig i Paris 1950 och bosatte sig i Stockholm i början av 1950-talet. De fick tillsammans döttrarna Marika och Ilona.
Han gifte om sig den 10 januari 1960 med Margit Alice Lakatos (1933-1994) och de var gifta till hans död 1986.

## Skivinspelningar
”Var barmhärtig” / ”Sonja”: Bertil Boo. Rudi Lakatos ensemble. 78-varvsskiva inspelad 1955 (EB67-1858 SE-23308) 
”Du får ej lämna mej” / ”Delicados”: Rudi Lakatos, zimbalon, Tommy Jacobsson sång - 78-varvsskiva Sonora 7662